# アリソン・リスク
アリソン・リスク＝アムリトラジ（Alison Riske-Amritraj, 1990年7月3日 - ）は、アメリカ・ペンシルベニア州ピッツバーグ出身の女子プロテニス選手。これまでにWTAツアーでシングルス2勝を挙げている。身長175cm、体重66kg。右利き、バックハンド・ストロークは両手打ち。WTAランキング最高位はシングルス36位、ダブルス60位。

## 来歴
3歳からテニスを始め、2009年にプロに転向する。
4大大会では2010年ウィンブルドン選手権で主催者推薦選手として初出場した。
2013年全米オープンでは1回戦でツベタナ・ピロンコバ、2回戦で第28シードのモナ・バルテル、3回戦で第7シードのペトラ・クビトバを 6-3, 6-0 で破り4回戦に進出した。4回戦でダニエラ・ハンチュコバに 3-6, 7-5, 2-6 で敗れた。
2014年10月の天津大会でツアー初の決勝に進出した。決勝でベリンダ・ベンチッチを 6–3, 6–4 で破りWTAツアー初優勝を果たした。
2017年5月15日付ランキングで自己最高のシングルス36位を記録している。
2019年全豪オープンではジェニファー・ブレイディと組んだ女子ダブルスでベスト4に進出した。
2019年6月のスヘルトーヘンボス大会の決勝でキキ・ベルテンスを 0–6, 7–6(3), 7–5 で破り5年ぶりのWTAツアー2勝目を挙げた。
2019年ウィンブルドン選手権では4回戦で世界1位のアシュリー・バーティを 3-6, 6-2, 6-3 で破る殊勲を挙げ自己最高のベスト8に進出した。準々決勝ではセリーナ・ウィリアムズに 4-6, 6-4, 3-6 で敗れた。

## WTAツアー決勝進出結果

### シングルス: 8回 (2勝6敗)
| 大会グレード                  |
| ----------------------------- |
| グランドスラム (0–0)          |
| WTAファイナルズ (0–0)         |
| プレミア・マンダトリー (0–0)  |
| プレミア5 (0-0)               |
| WTAエリート・トロフィー (0-0) |
| プレミア (0–0)                |
| インターナショナル (2–6)      |

| 結果   | No. | 決勝日         | 大会               | サーフェス | 対戦相手                     | スコア           |
| ------ | --- | -------------- | ------------------ | ---------- | ---------------------------- | ---------------- |
| 優勝   | 1.  | 2014年10月12日 | 天津               | ハード     | ベリンダ・ベンチッチ         | 6–3, 6–4         |
| 準優勝 | 1.  | 2016年1月10日  | 深圳               | ハード     | アグニエシュカ・ラドワンスカ | 3–6, 2–6         |
| 準優勝 | 2.  | 2016年6月12日  | ノッティンガム     | 芝         | カロリナ・プリスコバ         | 6–7(8–10), 5–7   |
| 準優勝 | 3.  | 2016年10月16日 | 天津               | ハード     | 彭帥                         | 6–7(3–7), 2–6    |
| 準優勝 | 4.  | 2017年1月7日   | 深圳               | ハード     | カテリナ・シニアコバ         | 3–6, 4–6         |
| 準優勝 | 5.  | 2018年5月26日  | ニュルンベルク     | クレー     | ヨハンナ・ラーション         | 6–7(4), 4–6      |
| 準優勝 | 6.  | 2019年1月5日   | 深圳               | ハード     | アリーナ・サバレンカ         | 6–4, 6–7(2), 3–6 |
| 優勝   | 2.  | 2019年6月16日  | スヘルトーヘンボス | 芝         | キキ・ベルテンス             | 0–6, 7–6(3), 7–5 |

## 4大大会シングルス成績
略語の説明
| W | F | SF | QF | #R | RR | Q# | LQ | A | Z# | PO | G | S | B | NMS | P | NH |

W=優勝, F=準優勝, SF=ベスト4, QF=ベスト8, #R=#回戦敗退, RR=ラウンドロビン敗退, Q#=予選#回戦敗退, LQ=予選敗退, A=大会不参加, Z#=デビスカップ/BJKカップ地域ゾーン, PO=デビスカップ/BJKカッププレーオフ, G=オリンピック金メダル, S=オリンピック銀メダル, B=オリンピック銅メダル, NMS=マスターズシリーズから降格, P=開催延期, NH=開催なし.
| 大会           | 2007 | 2008 | 2009 | 2010 | 2011 | 2012 | 2013 | 2014 | 2015 | 2016 | 2017 | 2018 | 2019 | 通算成績 |
| -------------- | ---- | ---- | ---- | ---- | ---- | ---- | ---- | ---- | ---- | ---- | ---- | ---- | ---- | -------- |
| 全豪オープン   | A    | A    | A    | A    | 1R   | 1R   | LQ   | 3R   | 1R   | 1R   | 3R   | 1R   | 1R   | 4–8      |
| 全仏オープン   | A    | A    | A    | LQ   | A    | LQ   | LQ   | 2R   | 1R   | 1R   | 1R   | 1R   | 1R   | 1–6      |
| ウィンブルドン | A    | A    | A    | 1R   | 1R   | LQ   | 3R   | 3R   | 1R   | 1R   | 3R   | 2R   | QF   | 11–9     |
| 全米オープン   | LQ   | A    | LQ   | LQ   | 1R   | LQ   | 4R   | 1R   | 1R   | 1R   | 1R   | 1R   |      | 3–7      |